# 阿尼主教座堂
阿尼主教座堂（羅馬化：Anii mayr tačar）为亚美尼亚中世纪王朝巴格拉提德王朝废都阿尼现存规模最宏伟的建筑，其地今处土耳其东部边境，与现代亚美尼亚国土隔河对望。座堂经建筑师梯里达底筹划而营造，竣工于11世纪初，接近半个世纪的时间中曾为亚美尼亚使徒教会领袖全亚美尼亚的卡托利科斯之主教座所在。
1064年，塞尔柱帝国攻陷阿尼，座堂随之被改建为清真寺。后来此处恢复旧用途，为亚美尼亚教堂。1319年教堂终罹地震毁坏，锥顶坍塌。其后阿尼城渐而被弃，教堂遂无人使用。其西北角在1988年之地震中又遭重创。
此主教座平面为矩形，属于带有穹顶的巴西利卡，然而穹顶及大部分支撑穹顶的鼓座如今均已不存。教堂对尖券（pointed arches，下同）及集墩（cluster piers，下同）之使用广有学者引述，论述其有影响哥特式建筑，若非影响之亦至少有所领先。主教座堂及整片阿尼遗址于2016年由联合国教科文组织宣布列入世界遗产名录。

## 名称
现今此主教座堂的名称通常引亚美尼亚语称为或引土耳其语称为，其意义皆为「阿尼主教座堂」。虽如此，历史上则以亚美尼亚语称其为。座堂还有其他称呼，其一为阿尼诞神女教堂（羅馬化：Anii Sowrb Astvaçaçni ekeġec’i），其一为阿尼大教堂（羅馬化：Meç Kat’oġike）。

## 历史

### 建造及早期史
亚美尼亚历经超过两世纪之阿拉伯统治，在巴格拉提德王族领导之下于885年前后终获独立。亚美尼亚王阿绍特三世于961年定都阿尼，其后阿尼城顺势发展成为繁荣都会，极盛时人口达十万之众。989年，座堂开始营造。建筑师梯里达底受巴格拉提德朝国王斯姆巴特二世之命，于王国新都营建主教座堂一座。按座堂南墙上铭文所载，斯姆巴特于989年去世，建造工程中断。与此同时，梯里达底受雇前往君士坦丁堡，指挥修复圣索菲亚大教堂于地震中坍塌的穹顶，而于993年自君士坦丁堡返回。座堂营造工程于斯姆巴特之兄弟，其嗣君加吉克一世的王后卡特拉尼德二世（「卡特拉尼德」又作，「卡特拉米德」）主持下继续进行直至完成，到1001年或1010年终于竣工。据塔夫茨大学历史学家克里斯蒂娜·马兰奇（Christina Maranci）之总结，一般公认之完工年份在1001年，但工期也有可能实则延至1010年。此处矛盾归结于对教堂北墙上铭文的不同解读。主教座堂为亚美尼亚使徒教会领袖卡托利科斯之主教座，自其1001年建成之时始，至11世纪中叶（1046年或1051年）止。由是阿尼成为亚美尼亚之宗教世俗两方面的中心达半世纪左右。
座堂之锥形穹顶上原矗立有银质的十字架，堂内则悬有斯姆巴特二世自印度购来的水晶枝形吊灯。1010年代，卡托利科斯萨尔基斯一世在任期间，座堂旁侧建立起献予以里普西梅为首之众童贞修女的陵墓，筑于从瓦加尔沙帕特（埃奇米阿津）携来的殉道修女之部分遗骸上。1040年代至1050年代座堂东西墙上留下铭文记录城市工程，诸如修复城墙、安装水管及减轻阿尼居民之税负等等。

### 晚期历史

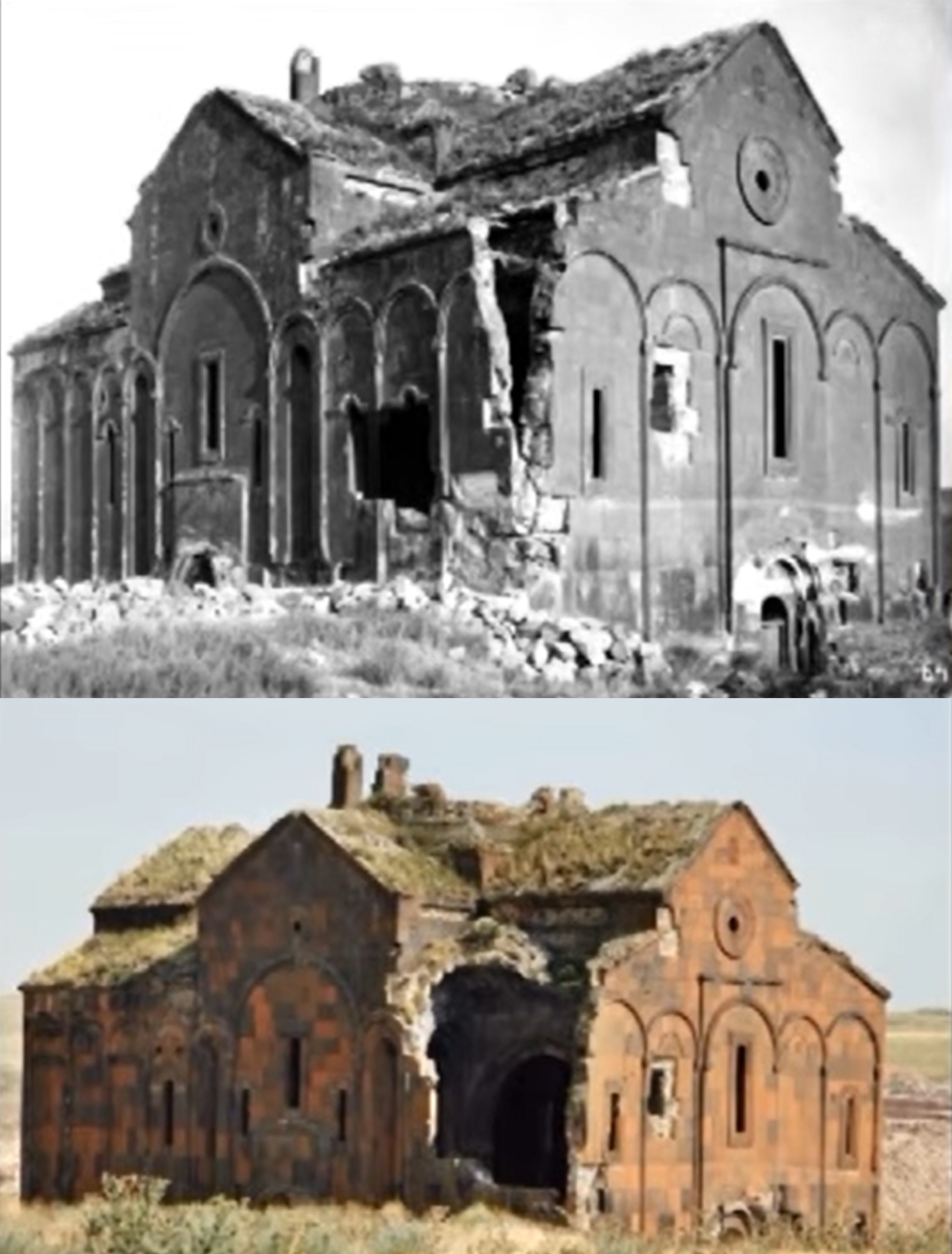
1988年地震对座堂造成的破坏

1045年，阿尼投降于拜占庭帝国，帝国据有此地直至1064年之为阿尔普·阿尔斯兰所率塞尔柱人攻占。于此座堂中，阿尔斯兰及其麾下士兵作入城后第一次祷告。结果座堂被改为清真寺，称为费特希耶清真寺，土耳其官方文献提及此堂时多引此名。
1124年，沙达德王朝之阿尼埃米尔安装新月标志于座堂穹顶上。为回击之，亚美尼亚人则请求格鲁吉亚王大卫四世攻取阿尼，此后座堂回归基督教用途。然而仅二年后阿尼即又于1126年落入沙达德王朝控制之下。12世纪期间，史学家姆希塔尔·阿涅齐（Մխիթար Անեցի）、撒母耳·阿涅齐（Սամուել Անեցի）及哲学家霍夫汉涅斯·萨尔卡瓦格（Յովհաննէս Սարկաւագ）在座堂中以不同身份任职服事。其中姆希塔尔·阿涅齐为12世纪后半叶座堂中的长老司祭。1198年格鲁吉亚-亚美尼亚诸侯王族扎卡里亚涅尔（Զաքարյաններ，其格鲁吉亚名为，「姆哈尔格尔泽利」）诸公子占领阿尼，在其治下座堂荣盛一时。1213年富商提格兰·霍年茨（Տիգրան Հոնենց）将座堂阶梯加以修复。

### 衰败
1239年，蒙古帝国洗劫阿尼，屠戮人口，自是阿尼即进入漫长的衰落。1319年，城市又罹地震，损失惨重，座堂之锥形屋顶即因此坍塌。18世纪时，阿尼彻底化为丘墟。穹顶之鼓座又在1832年或1840年之地震中倾圮，见诸报道。1988年，现代亚美尼亚国土北部地震，座堂西北角遭重创，造成一道大开的豁口。据网站所述，地震还带来「西南角一道严重的裂缝；到1998年此处的部分屋顶已经开始坍落。」历史学家拉夫连季·巴尔塞格扬（Լավրենտի Բարսեղյան）撰述称地震之破坏甚巨，如不补强修复，则整座建筑将会瓦解。
2000年代初期，阿胡良河对岸亚土边境亚美尼亚侧一座采石场开展爆破，有其对座堂造成一定损伤的报道。2001年6月中旬，报道记载「正当一群亚美尼亚裔美国人聚集在座堂祷告时，一道震耳欲聋的爆炸震撼了当场。」亚美尼亚建筑历史学家萨姆韦尔·卡拉佩强述称此类爆破一直持续到2004年或2005年，其人于2000年7月探访阿尼时亲眼见证亚美尼亚侧的爆破。然而，土耳其方面指控的爆破记录则持续至2008年。依作家韦尔吉汉·齐夫利奥卢（土耳其語：Vercihan Ziflioğlu）刊于土耳其自由报的文章，亚美尼亚方据闻直至2009年土耳其向国际古迹遗址理事会（ICOMOS）投诉后才停止爆破作业。

## 保护措施
自1996年起阿尼由世界建筑文物保护组织列入世界建筑文物保护计划中。2011年5月，组织会同土耳其文化部发起保护项目，由美国国务院下辖之文化保护大使基金资助，着力保存主教座堂及其附近的赎世主教堂。在此计划之前，座堂周围已装有钢制框架，保护其开裂的砂岩墙壁不致坍落。表示其将与在土耳其的合作组织为座堂的「加固与保护」而效力。土耳其文化部部长埃尔图鲁尔·居纳伊发布声明，称「给予曾经辉煌的建筑，比如阿尼主教座堂和其他教堂，它们的遗迹以新生，我们希望这样可以为这一片地区带来新的经济机遇。」亚美尼亚官员对此报以怀疑态度。据亚美尼亚古迹遗址保护协会（ICOMOS-Armenia）主席加吉克·久尔江（Գագիկ Գյուրջյան）的说法，土方文化部驳回了组织和亚方所达成之在修复工作中引进亚美尼亚专家的初步协议。理事长奥斯曼·卡瓦拉则言亚土双方缺乏正式的双边关系，这一情况可能使得亚美尼亚专家置身项目之中受到阻碍。在2011年所作一次采访中，卡瓦拉表示项目预估获投一百万美元款项，计划于2012年开始，四年内结束。建筑师亚武兹·厄兹卡亚（Yavuz Özkaya）曾参与在阿尼开展的项目工程，于2014年3月其说明项目进展，指主教座堂之保护与修复已经完成研究，业已开始实行。有关的工作包括清理屋顶、于西墙南墙之间分裂处安装临时架构、加固工作、以适当方式补全屋瓦，以及采取预防措施。
阿尼考古遗址已于2016年7月15日列名联合国教科文组织世界遗产名录之中。依艺术史学家赫格娜·瓦登波（Heghnar Watenpaugh）之看法，此事「将在保护、研究的专业性以及资金方面带来相当的益处。」2018年4月卡尔斯博物馆主管内杰梅廷·阿尔普（Necmettin Alp）表示主教座堂的修复工作将于当月稍晚时候开始。2019年组织和又开展「紧急临时干预」以保护座堂。2021年接受冲突地区遗产保护国际联盟（简称为）基金会支持，开展第二期项目「着眼于长期介入计划的实施，以修复整座主教座堂。」

## 建筑

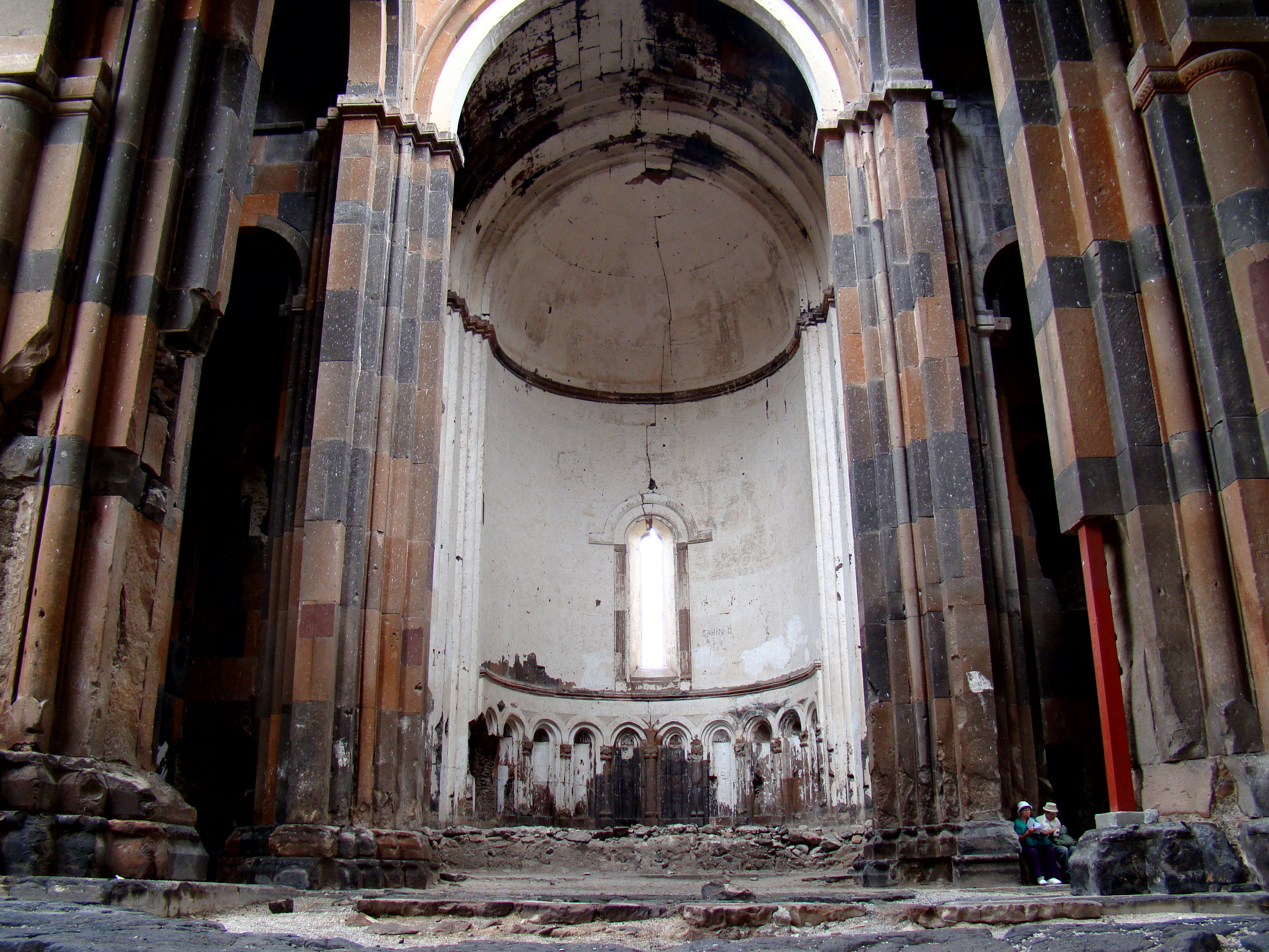
阿尼主教座堂内部

### 概览
阿尼主教座堂为一座带有穹顶的集中式巴西利卡建筑。建筑史学家理查德·克劳特海默在其著作中认为其平面布局源出7世纪亚美尼亚的建筑物塔林主教座堂，二者间区别甚小。穹顶由帆拱支撑，而「矗立于四个筒形拱顶之上，拱顶往上抬起，形成十字架形的平面，顶部作成人字形屋顶。」于座堂内部，「不与墙体连附的支墩将空间划分为三个廊道，其间的中殿以东侧的半圆形后殿（apse，后径译为「后殿」）为尽头，两边是二层高的侧礼拜堂。」艺术史学家西拉尔皮·德尔涅尔谢相提出座堂的内部「通过比例的和谐」而显得气魄雄伟，又补充道「假连拱带着修长的柱子与华饰的拱，门窗的周围雕刻着精巧交织的图样，这些都增进了外观的美。」
主教座堂主要由抛光的黄色凝灰岩砌筑，但同样使用黑色及红色凝灰岩。其有入口三座，为主者居于座堂西侧。南北两侧之入口虽为次要，然而装饰华丽。座堂开窗窄长，带有具装饰的窗框。

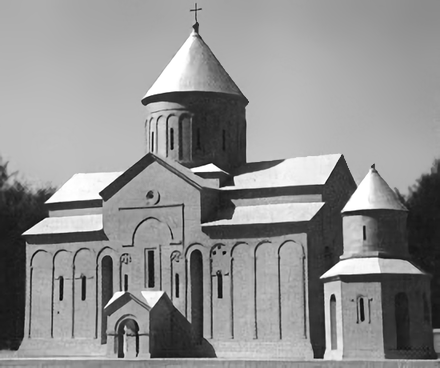
亚美尼亚建筑师托罗斯·托拉马尼扬（英语：Toros Toramanian）所恢复之座堂旧观[g]
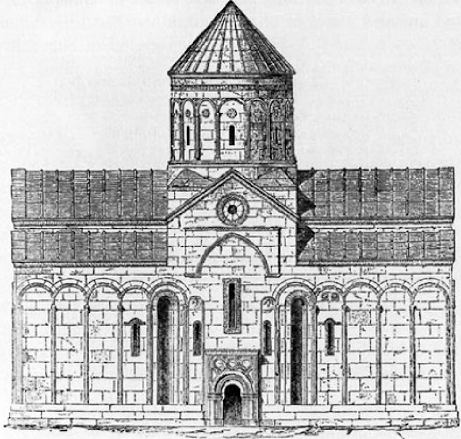
1842年法国考古学家、建筑师夏尔·特克西埃尔（英语：Charles Texier）对座堂所作重构
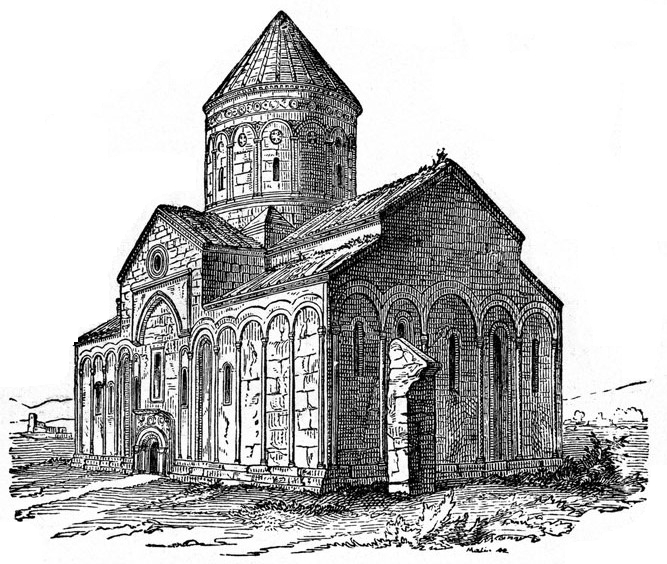
1881年德国史学家威尔海姆·吕布克（英语：Wilhelm Lübke）对座堂所作重构
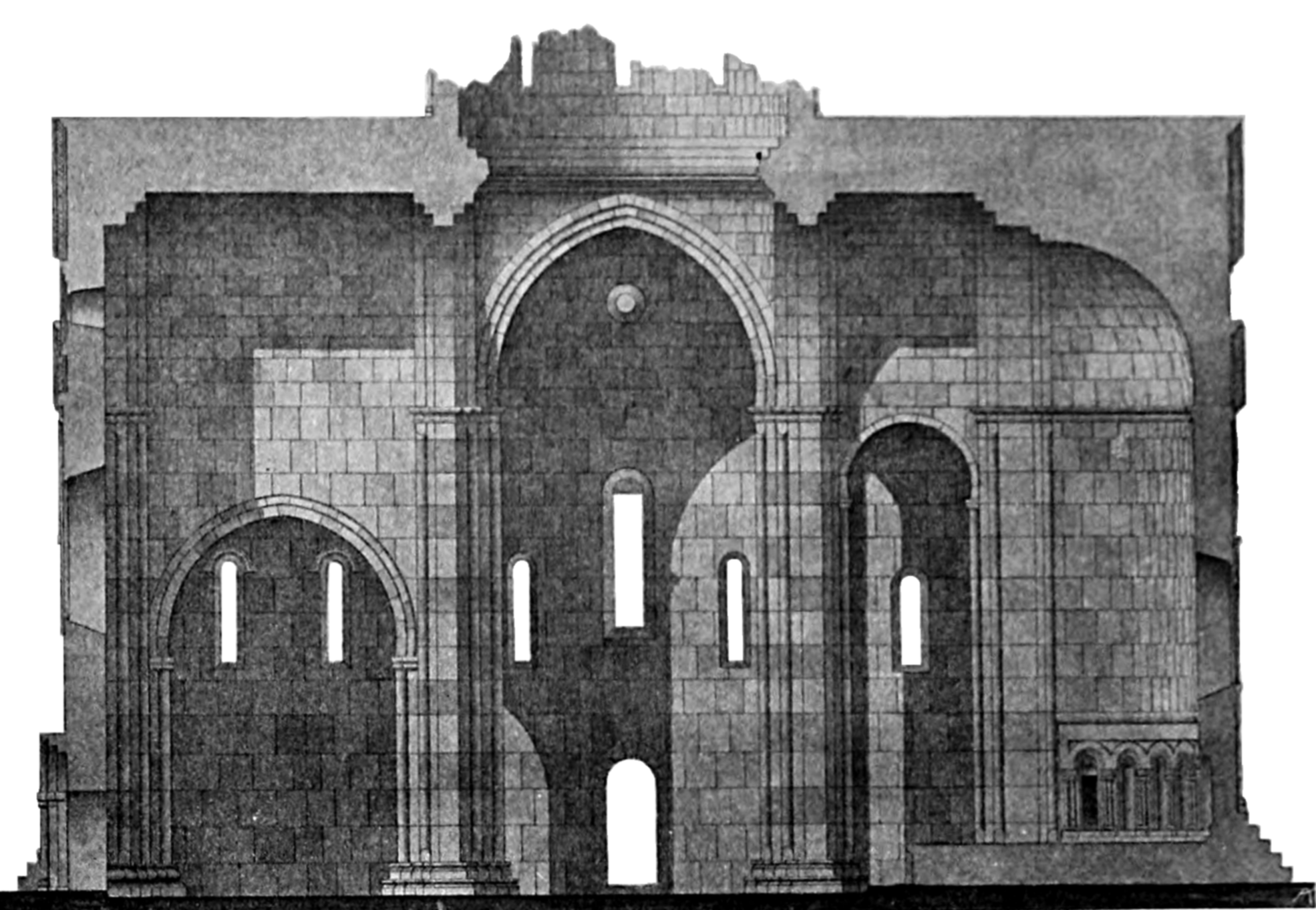
教堂横截面，依托拉马尼扬之复原方案
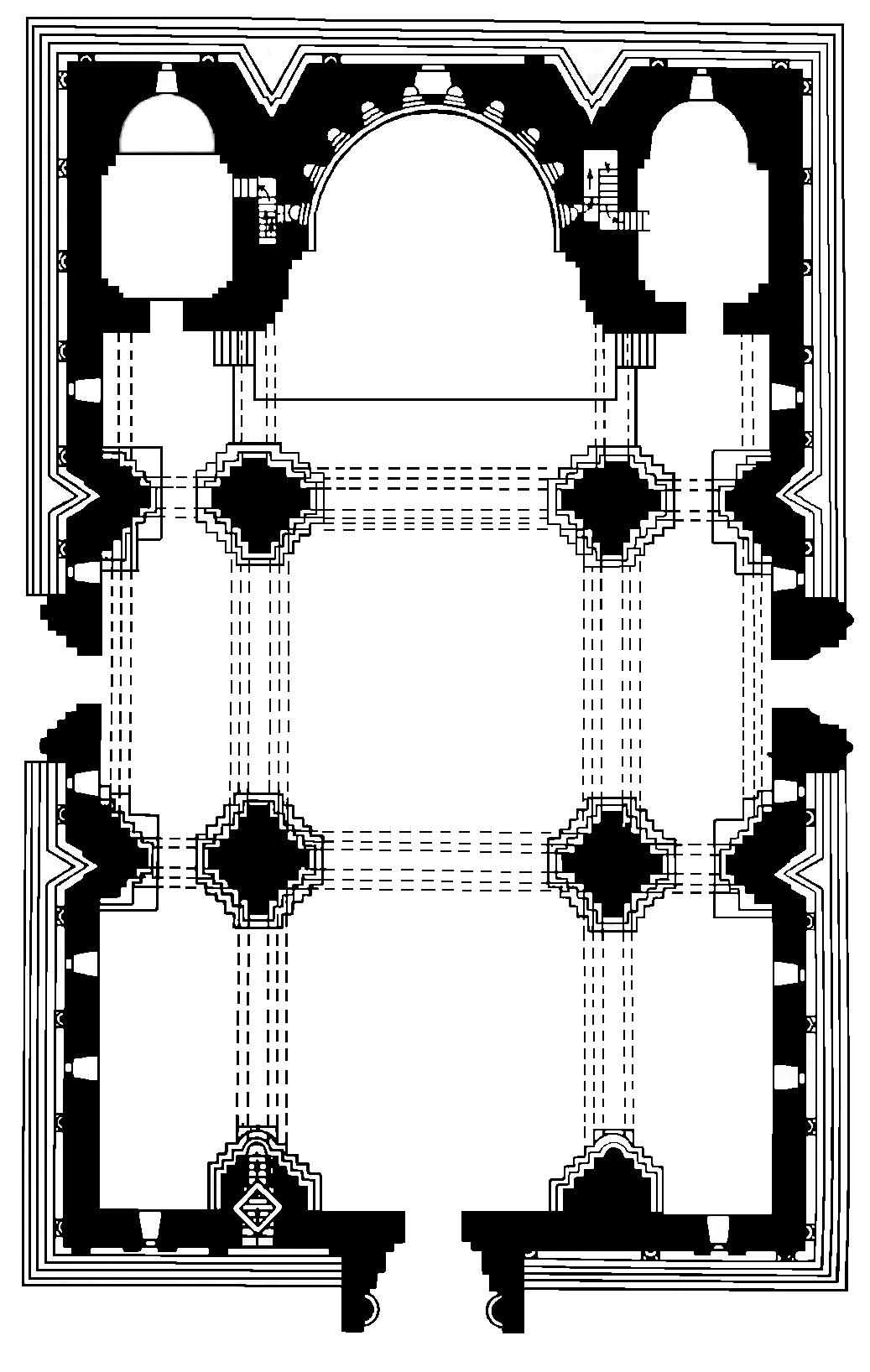
平面图

### 尺度
阿尼主教座堂长34.3米，宽24.7米，原高38米，当时为阿尼第二高的建筑，次于高50米的加吉卡申（Գագկաշեն，罗马化：或）教堂。以亚美尼亚建筑的标准观之，座堂实属巨构。建筑史学家穆拉德·哈斯拉强表示，座堂相对庞大的体量及富丽的装饰即象征了巴格拉提德王朝治下亚美尼亚国家地位的复兴。克里斯蒂娜·马兰奇则提出其自称为「极其试探性的」假说，猜想主教座堂相对较大的规模或许为「梯里达底对广阔的连续空间之记忆的反映」，这一「广阔的连续空间」正属于君士坦丁堡的圣索非亚大教堂，梯里达底主持过其穹顶的修复工作。然而以欧洲的标准衡量，座堂则显得小，英国旅行家H·F·B·林奇即如此描述，其又写道：「虽然如此，它仍是一座庄严的建构。它带着那人无法定义的质与美留下的印记，能让观者心中升起一阵欢悦的震颤，几无例外。」意大利人路易吉·维拉里曾旅行高加索地区，在其1906年所著书籍中记载：「从远处看它似乎不过平平是个长方形的房子，建筑上不带多的装饰。但是走近细细观察，就确实能看出这座建筑物是真有非常的美丽，有最完备的比例。」

### 学界评价
阿尼主教座堂为亚美尼亚建筑中的杰作，对此已有公论。在阿尼，其亦为最大最引人瞩目的建筑。教堂设计具备新颖的特色，此点同样为人所称道。《新国际百科全书》将座堂描述为「亚美尼亚最吸引人的教堂」。建筑史学家阿尔梅恩·卡扎良（Armen Kazaryan）将座堂描述为整个巴格拉提德时代意义最为重大的建筑。《全球建筑史》中记载座堂「无愧于侧身那个时代最重要的历史遗迹之列，其尖券、簇柱与集墩即为列名的理由。」艺术史学家约瑟夫·斯奇戈夫斯基论述座堂从欧洲视角观之为亚美尼亚建筑所取得最有价值的成就。历史学家大卫·马歇尔·朗在著述中表示座堂的建筑手法「远远超过同时代西欧盎格鲁-撒克逊和诺曼式的建筑。」H·F·B·林奇写道：「从对这形形色色的特点所作的考察中，我们得到的印象是我们得见了一座艺术价值最为巨大的丰碑，这座丰碑代表着一种文化水准，曾将同一时期西方的水平远远超越。」西拉尔皮·德尔涅尔谢相著书称座堂「值得列为中世纪建筑的重要范例之一。」学人大卫·罗登·巴克斯顿则认为座堂应得的名声本当远超过现时情况。建筑师理查德·菲内·斯皮尔斯于1911年不列颠百科全书第十一版中介绍道：
亚美尼亚样式最重要的范例能在亚美尼亚都城阿尼的主教座堂中找到，其年代在公元1010年。教堂可见尖券和集墩，其中完整尖券式样的所有特点都具备，此种样式按弗格森的评论「或可在12世纪或14世纪的意大利抑或西西里找到。」从外部而言墙体装饰有高耸的假连拱廊，同比萨的主教座堂及其城中另外的教堂相近，而后者时间上大概晚五十年。窗户装饰中精心制作的回纹刻饰以及拱檐线脚很有可能借鉴自在波斯发现的砖饰。

### 亚美尼亚式建筑对座堂的模仿
学者马丁·康韦认为亚美尼亚马尔马申修道院的主堂（推定建于988年－1029年间）即为阿尼主教座堂的缩微仿建。理查德·克劳特海默则在书中述及马尔马申的教堂同阿尼主教座堂的外墙皆「以假连拱环环相链，假连拱之下由纤细的小柱支撑，柱子或成单，或结对。」不过这两座教堂之间在结构上也存在显著的差异。建筑师斯捷潘·姆纳察卡尼扬即提到二者相似之处只限于外部装饰，其平面设计明显有别。

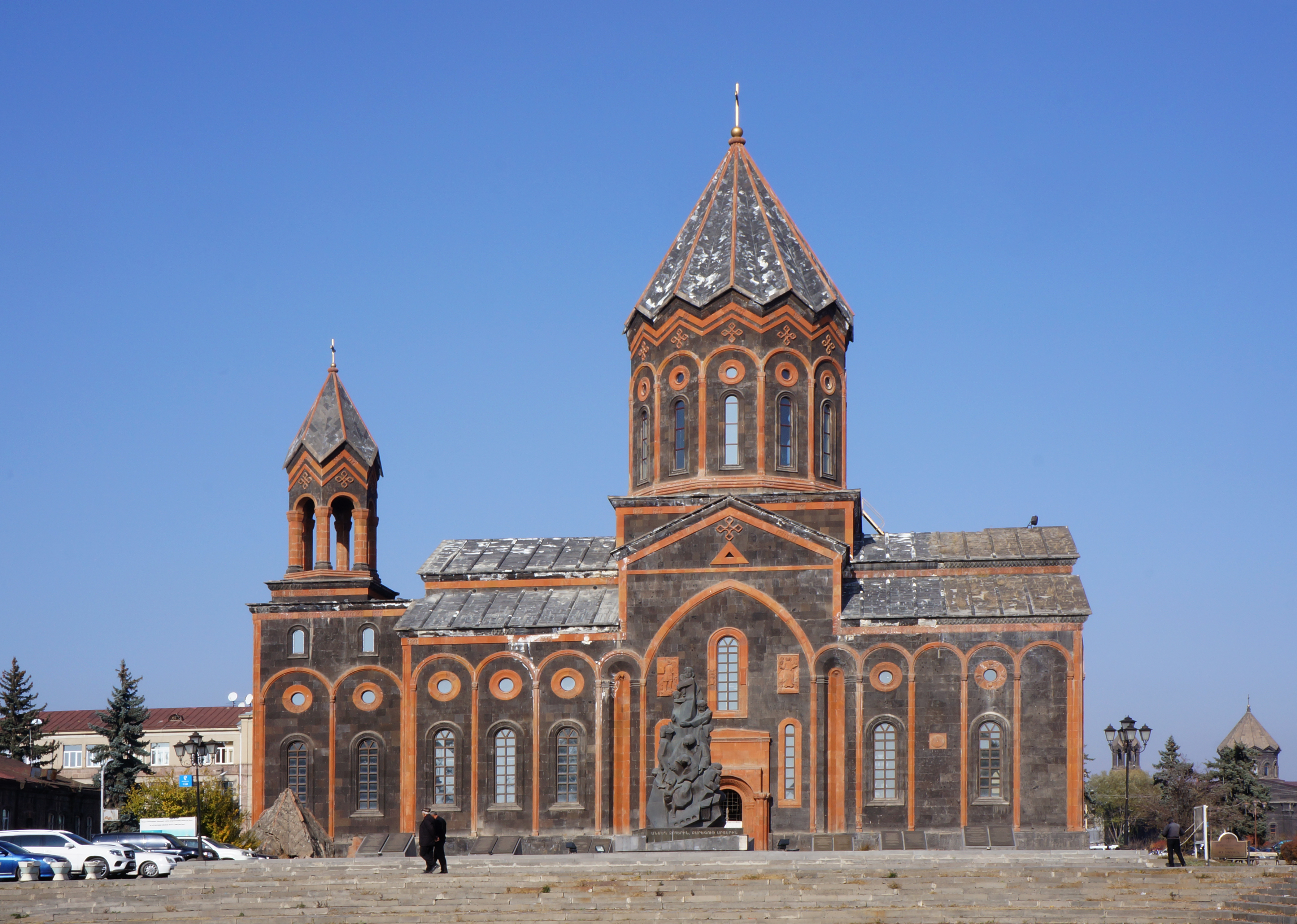
1873年建于久姆里的圣救世主教堂为仿造阿尼主教座堂而建的建筑

1873年于久姆里竣工的圣救世主教堂其平面图即基于阿尼主教座堂的设计。然而这座教堂体量明显较阿尼主教座堂更大，并非后者的精确复刻。
亚美尼亚使徒教会利沃夫主教座堂具备三座后殿，其上有假连拱，加建于1902年前某时，是阿尼主教座堂外墙「相似装饰惊人忠实的复制品」。

### 与哥特式建筑的联系
有欧洲学者提出观点认为阿尼主教座堂使用尖券与集墩的做法对哥特式建筑有所影响，此类学者中尤以研究近东者为甚。这一理论由约瑟夫·斯奇戈夫斯基推广，其人是欧洲深入研究亚美尼亚建筑并将亚美尼亚置于欧洲建筑核心位置的第一人。斯氏在其1920年所出书籍《基督教教堂艺术的起源》中如此写道：「在早于公元1000年的教堂中，发现建造者宫廷建筑师梯里达底，将亚美尼亚艺术如此符合逻辑又如此成功地从『罗曼式』带入『哥特式』，实属乐事。」在斯氏之前，也有学者提出此类观点。H·F·B·林奇在其1901年所出版有关亚美尼亚的书籍中认为座堂具有「哥特式风格的许多特点，如此即确证了其东方起源。」建筑史学家威廉·莱瑟比发现座堂「有西方特征得奇怪」。在其1912年作品《中世纪艺术》中叙述座堂尤为引人注目，因其尖券、集墩、肋拱和柱廊与百年后的哥特式风格相合。建筑史学家伊迪斯·布朗恩于1912年也曾论及阿尼主教座堂是「向哥特式风格过渡的典型样例。」
为阐释高加索地区建筑对西方可能造成的影响，大卫·罗登·巴克斯顿于其1937年著作中如此描写阿尼的主教座堂：
……在其中带有哥特式教堂的外观，这在欧洲或许需要两世纪后方能见到。对对集柱支撑起高耸的尖拱顶，两侧各有廊道，上面是窄的尖券，如同「早期英格兰」风格的样式。即使所有同哥特式相联系的想法都必须摒弃，也实在是平行演化的惊人范例……
建筑师塞西尔·斯图亚特记述座堂最吸引人的特色在于其「尖券与拱顶，以及柱子成簇或者结对的式样，这种式样是哥特风格的。」艺术史学家大卫·塔尔博特·赖斯则认为座堂「在每个角落都惊人地显示出哥特特征」。大卫·马歇尔·朗论述尖券和集墩的出现都被「认为是在成熟的哥特式建筑上出现的标记。」克里斯蒂娜·马兰奇又表示座堂同其「轮廓鲜明的墩以及拱……用其修长的优雅之美，在哥特式风格上走在了巴黎圣母院这些建筑的前面。」亚美尼亚研究学者鲁本·保罗·阿达利安也认为「尖券和集墩上升到肋架的天花板，这样的内部蕴含着创新，后来西欧的哥特式建筑中也将出现相类的创新。」有关理论在亚美尼亚建筑史学家，诸如托罗斯·托拉马尼扬、提兰·马鲁强（Տիրան Մարության）、穆拉德·哈斯拉强等人之中同样得到支撑。
按照世界建筑文物保护组织的说法，座堂「常有看法认为其是哥特式建筑许多关键特点的一大灵感源泉，后者在超过一个世纪后成为欧洲西部占主导地位的建筑风格。」文化保护大使基金也提出座堂「（提供了）西方哥特式风格的无声见证」。

### 批评与回应
对于阿尼主教座堂中尖顶型式样的拱之体现了「哥特式原型」特色的假设，西拉尔皮·德尔涅尔谢相并不认同，论述座堂中的拱「在支撑天花板方面并未起到相同的功能。」同样艺术评论家阿德里安·斯托克斯虽观察到座堂于「以墙承重的建筑和日后出现之纵线拔高的哥特式建筑，二者之间的平衡上」有所成就，却并没有感受到「在里米尼或者卢奇亚诺·劳拉纳在乌尔比诺宫所建四方中庭里所感受到的那种令他动弹不得的重压和空间感」。网站中也记载「没有证据显示亚美尼亚建筑和西欧哥特式风格之间存在联系」。艺术学者露西·德尔马努埃良（Lucy Der Manuelian）反驳上述观点，认为有文献证据表明中世纪时期的西欧存在亚美尼亚人，这些人可能将亚美尼亚建筑的知识带到了西方。

## 政治事件

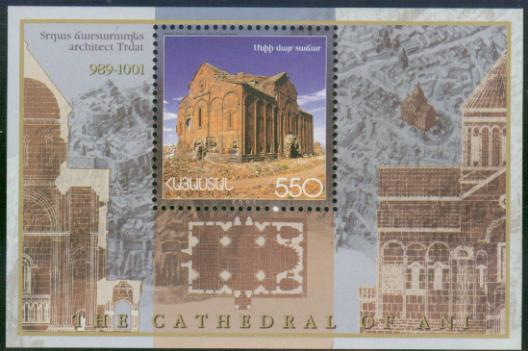
亚美尼亚于2002年发行的邮票，上有阿尼主教座堂图像

1989年，阿尼主教座堂始建千年之际，美国亚美尼亚使徒教会东部教区以「阿尼的荣光」为名在美国发起了一系列活动纪念此事。当年10月21日纽约历史协会还举办有相关的研讨会。
2008年7月23日土耳其总统阿卜杜拉·居尔访问阿尼及其主教座堂。
2011年6月，埃里温国立大学历史系本科生及研究生于阿尼主教座堂举行毕业典礼，自是该校部分系所的毕业典礼即在此堂举行。亚美尼亚民族舞导演加吉克·吉诺相（‎）与其妻偕友伴在此堂举行婚礼。2011年9月10日至12日间，亚美尼亚国家科学院希拉克亚美尼亚研究中心的研究者参谒座堂，于中对阿尼历史作科学读书会。
2020年2月，网传视频显示有女子在座堂的高座上演唱酒屋歌曲，其中还显示土耳其文化旅游部部长穆罕默德·埃尔索伊之妻佩尔温·埃尔索伊当时正在人群中鼓掌。

### 2010年穆斯林祷告活动
2010年10月1日，土耳其极右翼政党民族主义行动党（MHP）之党员及从者在阿尼主教座堂举行礼拜。明面上此举之肇因为纪念1064年塞尔柱对阿尼的征服，但社会普遍认为其是对当年9月19日举行的一场基督教弥撒的反击。此弥撒在土境内凡湖阿赫塔玛尔岛上的圣十字主教座堂举行，其地自1915年亚美尼亚种族屠杀之后如此尚属首次。10月1日的伊斯兰教礼拜参与者约二千人众，其中包括资深党员如党首德夫莱特·巴赫切利等人。在开始祷告前，与会众人遍布座堂内外，挥舞土耳其国旗，高呼「真主至大」，有奥斯曼式的军乐队伴奏。该场礼拜经由土文化部批准，阿塞拜疆信徒亦有参与，同时阿方有三家电视台直播了此次活动。
这次礼拜以其涉政本质广受谴责。土耳其执政党正发党一名国会议员称其为非法的「政治作秀」，同阿赫塔玛尔岛的弥撒相关，赫格娜·瓦登波则将此事件描述为「政治上的演出技术」之一例证。按亚土双语报纸《犁沟报》编辑阿里斯·纳尔哲（Aris Nalcı）的说法，此事是「向土耳其人做表示，而不是向亚美尼亚人这么做。」土耳其建设信贷银行经济研究的评论指出「此景在绝大多数的土耳其人看来是难堪的」。《许里耶特日报》的专栏作家优素福·坎勒（Yusuf Kanlı）撰文称这一举措是「（巴赫切利）招徕赢回失去的民族主义-保守主义选票的尝试」。亚美尼亚裔土耳其记者马尔卡尔·埃萨扬则在《塔拉夫》报上刊文表示巴赫切利在阿尼的所作所为是「对宗教事实上的利用」。
亚美尼亚使徒教会发布正式声明申斥土方当局「毁坏亚美尼亚的历史遗迹，窃据历史上亚美尼亚的圣地及文化宝藏」。萨姆韦尔·卡拉佩强则语带讥讽地评论道：「现在我们有理由开心了。几个世纪以来我们的教堂被人玷辱、变成厕所，而现在他们只是办了场乃玛子（原文如此）」。

## 图集

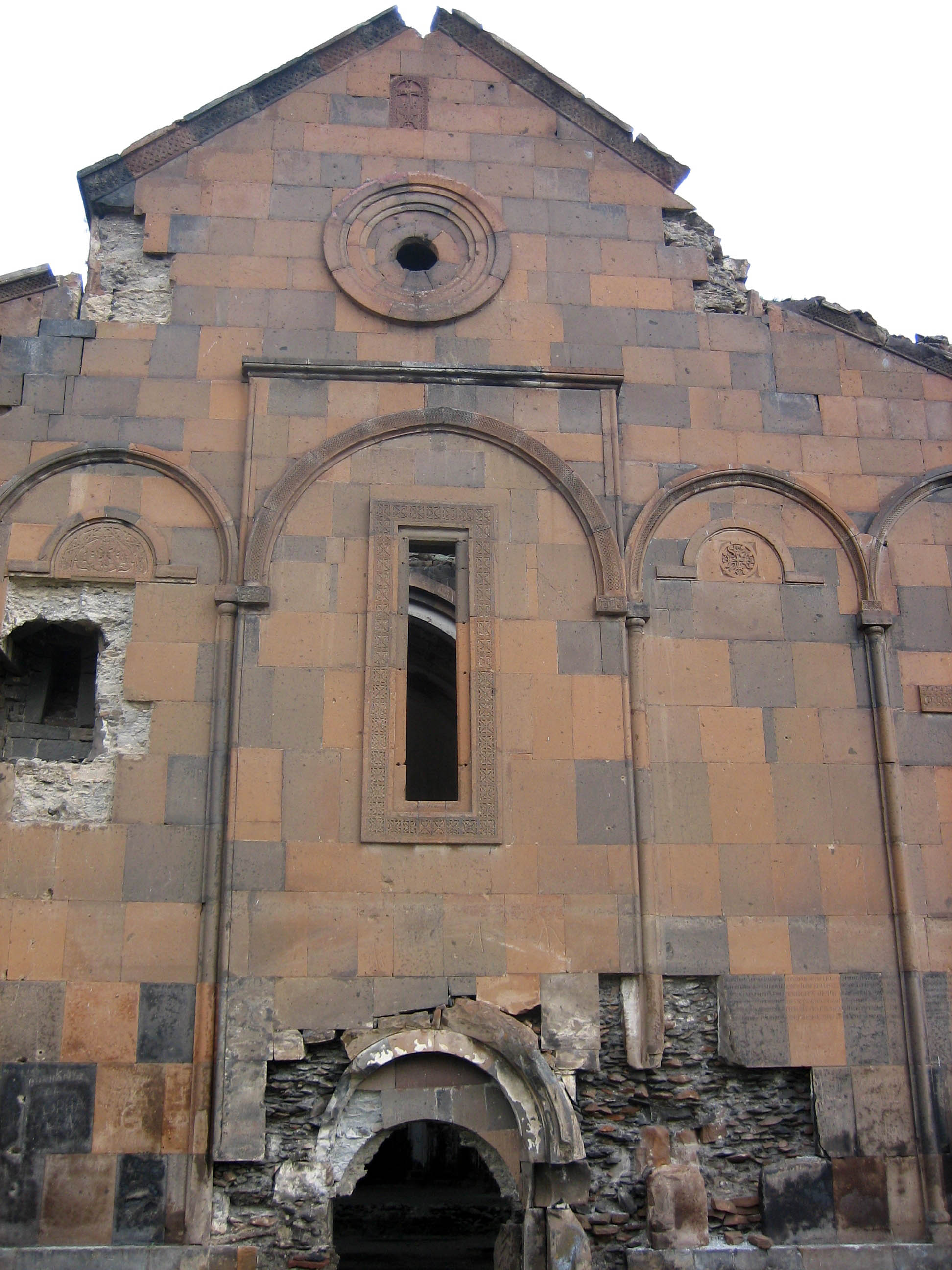
西立面
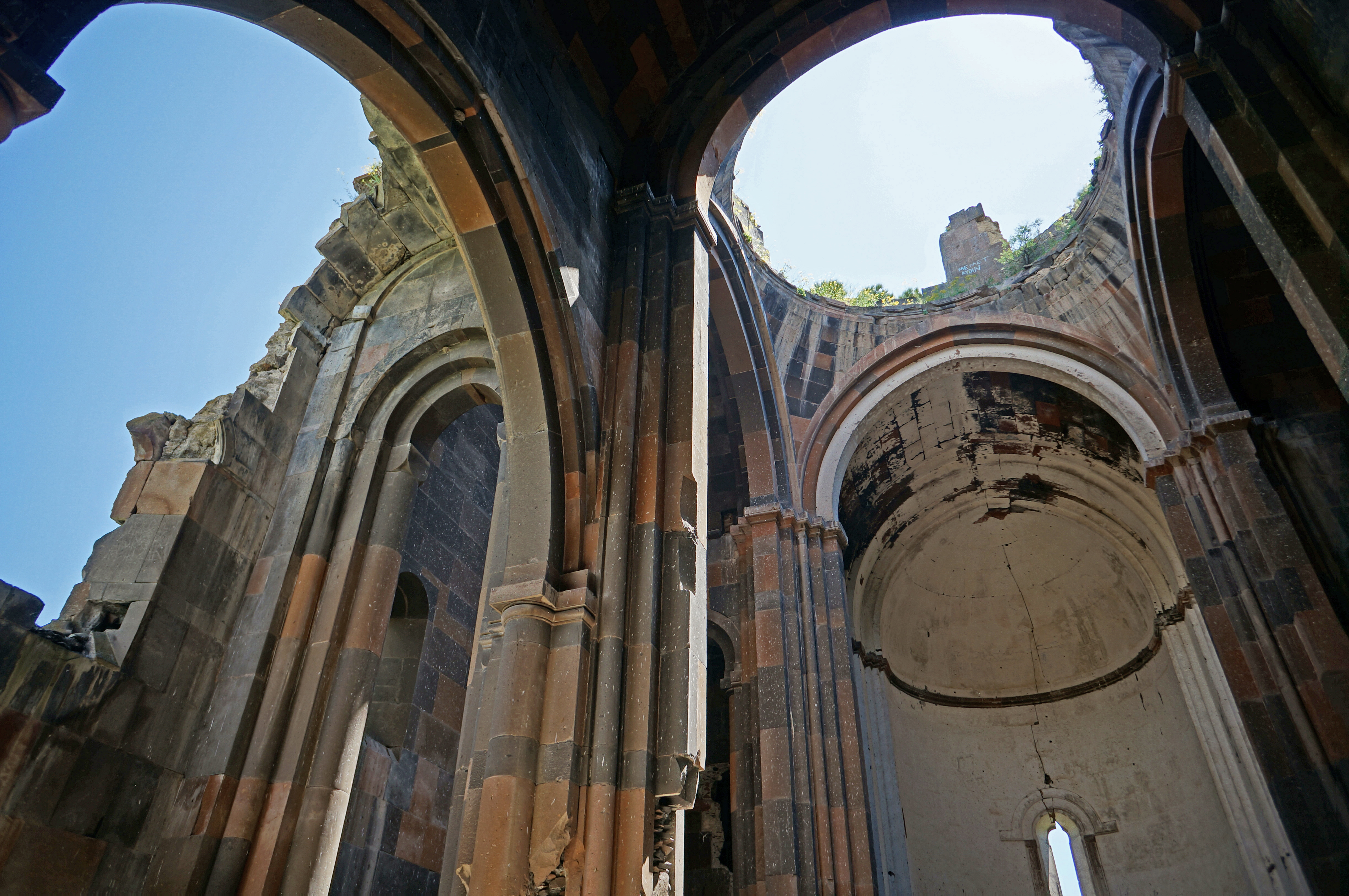
内部观
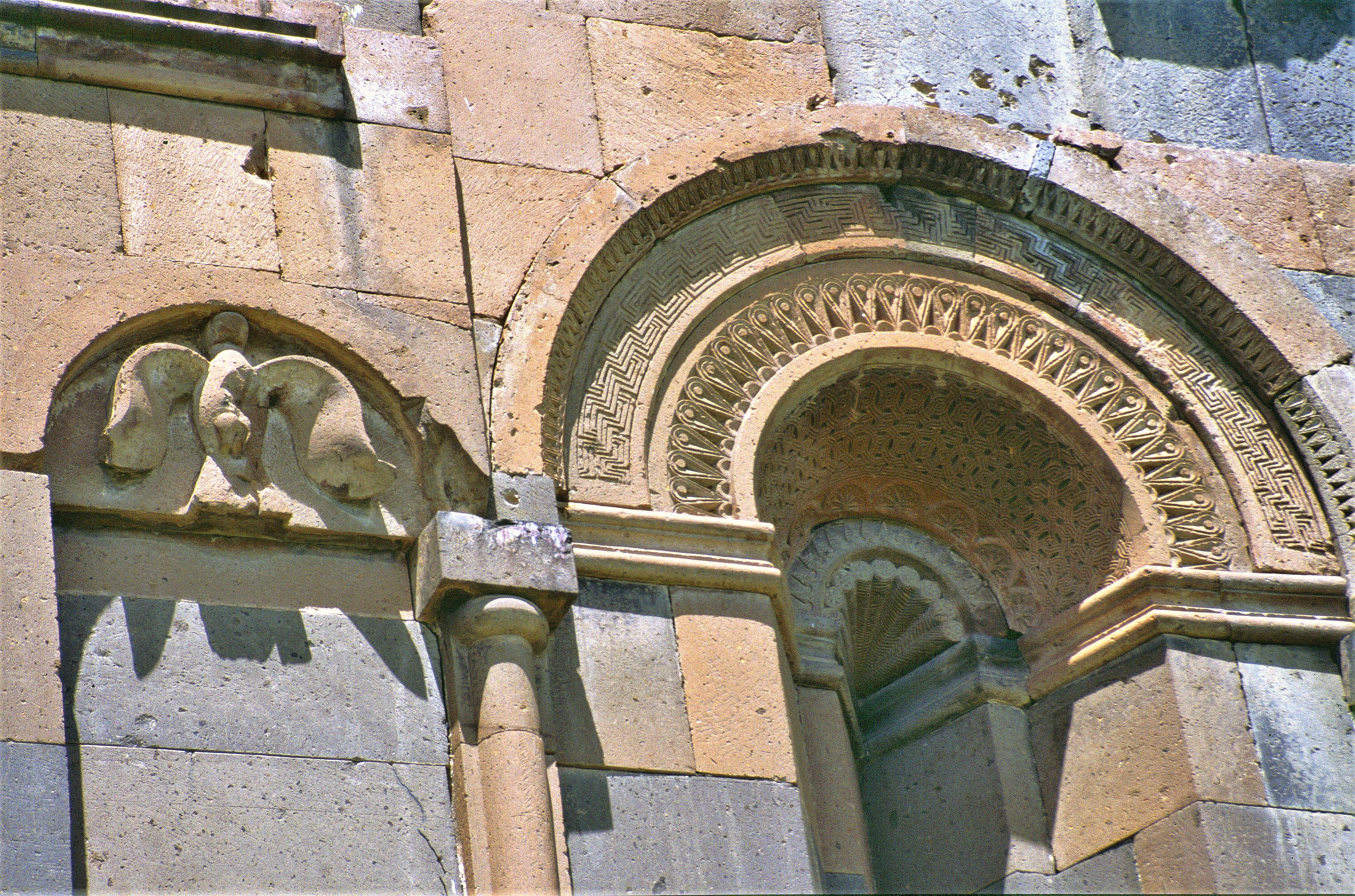
南立面细部
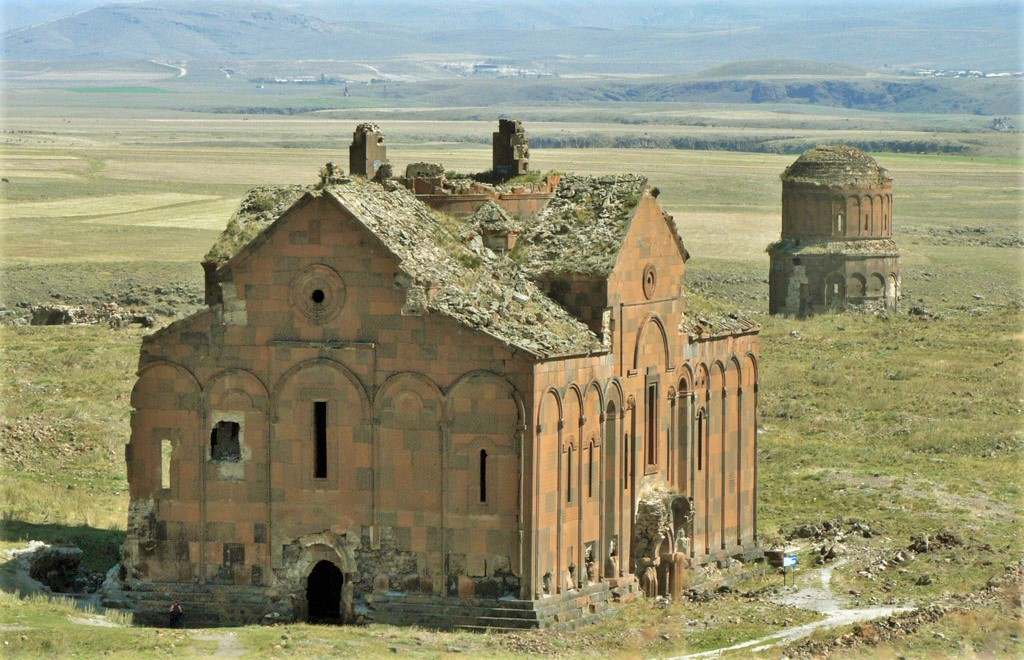
西立面及南立面，其后为赎世主教堂

### 历史及艺术描绘

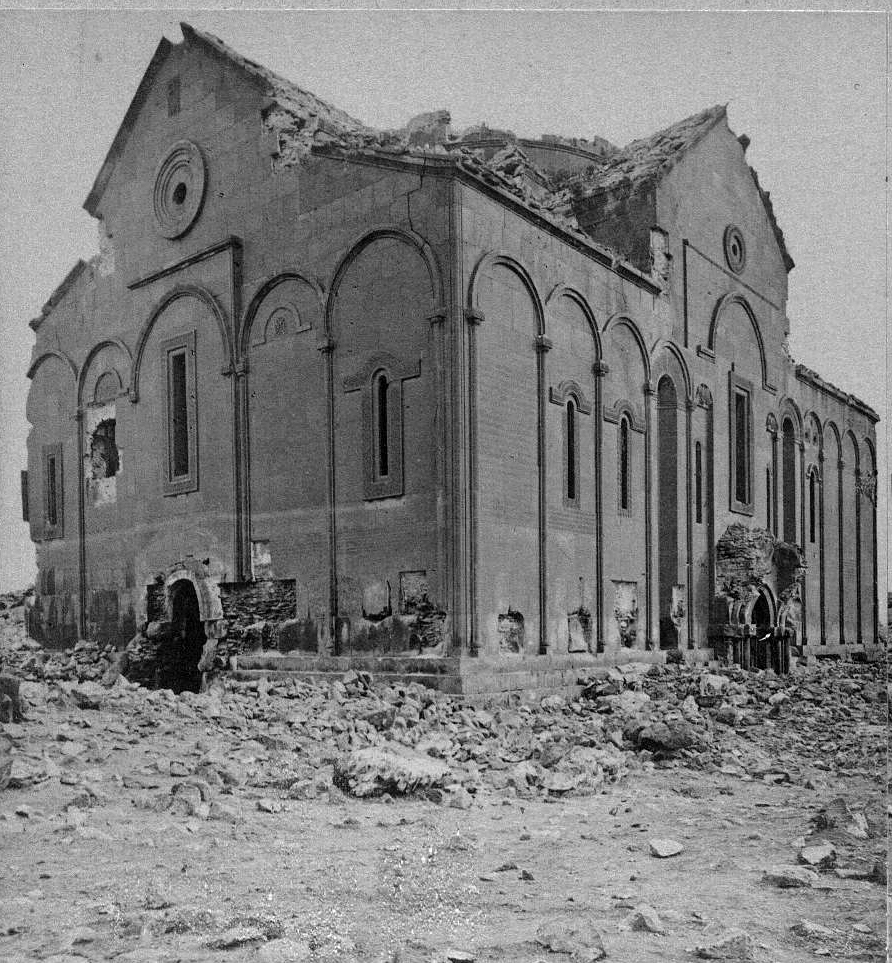
从西南侧拍摄的立体照片，霍瓦内斯·库尔克江摄于1875年至1880年间
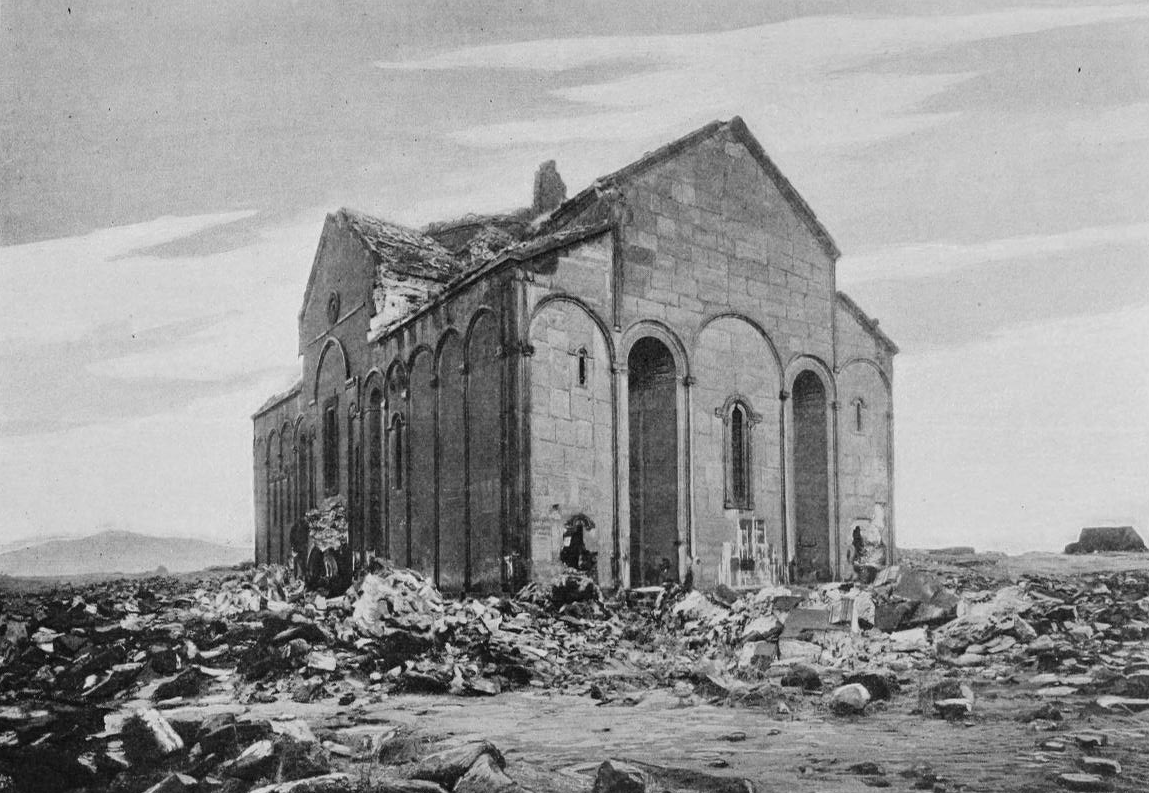
座堂照片，H·F·B·林奇摄于1901年
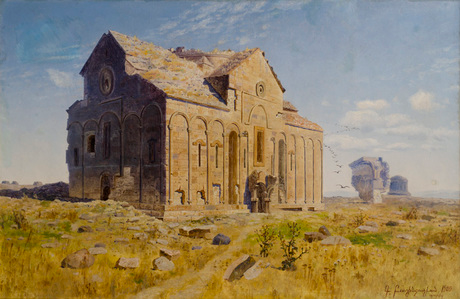
座堂绘画，格沃尔格·巴申贾吉扬（英语：Gevorg Bashinjaghian）绘于1900年，亚美尼亚国家美术馆藏
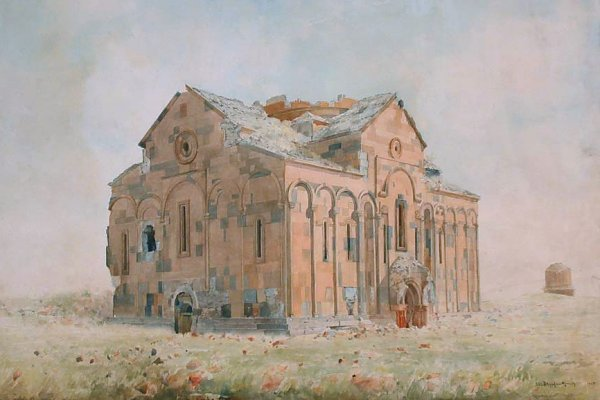
座堂水彩画，阿尔沙克·费特瓦江（英语：Arshak Fetvadjian）绘于1905年，亚美尼亚国家美术馆藏
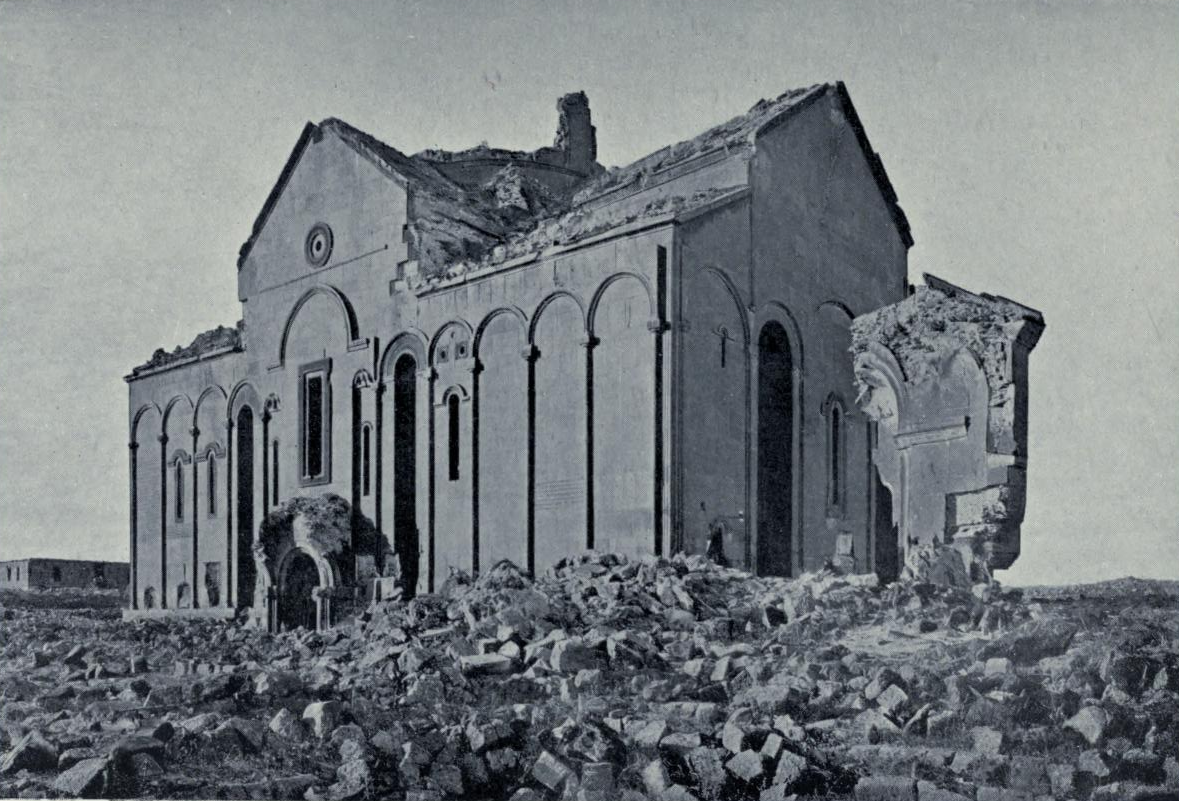
佩什季马尔江作，出版于1912年

### 文内引注
1. 1 2 3 4 5 6 7 8 9 10 11 12 13 14  Hasratyan 2002.
2. 1 2 3  Hakobyan 1988，第118頁.
3. 1 2  Strzygowski 1918，第185頁.
4. 1 2  Ghulyan, Artak. Simonyan, Hakob , 编. . Հուշարձան，「古迹」 3. Yerevan. 2005: 26–40.
5. ↑  . kulturvarliklari.gov.tr. 土耳其共和国文化旅游部文化资产和博物馆总局. （原始内容存档于2016-03-18） （土耳其语）. Ani Katedrali (Fethiye Camii)
6. 1 2  Petrosyan, Sargis; Petrosyan, Lusine. . Research Papers (Shirak Armenology Research Center - National Academy of Sciences of Armenia). 2014, (14): 27  [2021-09-27]. （原始内容存档于2017-01-08） （亚美尼亚语）. Անիում Սուրբ Աստվածածնի պաշտամունքի մասին է խոսում այն փաստը, որ քաղաքի ամենաբարձր շինությունը' Մայր տաճարը (Կաթողիկե եկեղեցին), ձոնված Էր նրան:
7. ↑  Avagyan 1979，第70頁.
8. ↑  Matevosyan, Karen. . Etchmiadzin. 2009, 65 (1): 52  [2021-09-27]. （原始内容存档于2020-08-02） （亚美尼亚语）. Եկեղեցիներին տրվող «Կաթողիկե» անունն ունի երկու նշանակություն՝ գմբեթավոր և գլխավոր։ Այդպես են կոչվել էջմիածնի Մայր տաճարը, Դվինի կաթողիկոսարանի եկեղեցին, ավելի ուշ՝ Անիի Մայր տաճարը։
9. 1 2 3 4  Adalian, Rouben Paul. . Lanham, Maryland: Scarecrow Press. 2010: 81. ISBN 978-0-8108-7450-3.
10. 1 2 3 4  Sağsöz, Onur. . Hürriyet. 2008-10-31. （原始内容存档于2020-04-08） （土耳其语）.
11. ↑  Matevosyan 2008，第5頁.
12. 1 2  İpek, Ali. . Ekev Academic Review. 2009, 13 (39): 371–380. ISSN 1301-6229 （土耳其语）.
13. 1 2  . kulturportali.gov.tr. Turkish Ministry of Culture and Tourism.   [2021-09-27]. （原始内容存档于2016-08-06） （土耳其语）.
14. 1 2  Erzeneoğlu, Abdulkadir. . Cihan News Agency. 2012-04-26 （土耳其语）. 　中文大意：「……大教堂，即费特希耶清真寺，其完工于1001年……」[]
15. ↑  Panossian, Razmik. . New York: Columbia University Press. 2006: 60. ISBN 9780231139267.
16. ↑  Hacikyan, Agop Jack; Basmajian, Gabriel; Franchuk, Edward S.; Ouzounian, Nourhan. . Detroit: Wayne State University Press. 2002: 183. ISBN 978-0-8143-3023-4.
17. ↑  Payaslian 2007，第66頁.
18. 1 2 3 4 5 6  Watenpaugh 2014b，第465頁.
19. ↑  Piltz, Elisabeth. . Archaeopress. 2007: 24. ISBN 978-1-4073-0104-4. 阿尼带有穹顶的主教座堂由著名建筑师梯里达底建起，其人曾修复君士坦丁堡圣索非亚大教堂坍塌的圆顶，斯姆巴特二世国王于989年死前不久委其以任务，以应其继任者加吉克一世国王的统治。[需要解释]
20. 1 2  Maranci 2003，第304頁.
21. 1 2  Maranci 2003，第299頁.
22. 1 2  Maranci 2003，第294頁.
23. ↑  Hasratyan 2011，第13頁.
24. 1 2 3 4  . . 1974: 413 （亚美尼亚语）.
25. 1 2  . UNESCO. 2012. （原始内容存档于2016-07-12）. 阿尼主教座堂是该地区最重要的建筑之一。此建筑由亚美尼亚王斯姆巴特·巴格拉图尼二世委命，而在其继任者之妻卡特拉尼德王后主持下于1001年竣工。其建筑师梯里达底也参与了君士坦丁堡圣索菲亚大教堂穹顶的修复工作。
26. 1 2 3  Matevosyan 2008，第11頁.
27. ↑  Hakobyan 1988，第117頁.
28. 1 2  Ching, Francis D. K.; Jarzombek, Mark M.; Prakash, Vikramaditya. . John Wiley & Sons. 2010: 355. ISBN 978-1-118-00739-6.
29. 1 2  Kouymjian, Dickran. . Armenian Studies Program California State University, Fresno. （原始内容存档于2012-09-10）.
30. ↑  Kazaryan, A.; Mikhaylov, P. . Orthodox Encyclopedia Volume II. Russian Orthodox Church: 433–434. 2009-03-03  [2021-09-27]. （原始内容存档于2021-11-07） （俄语）. Кафедральный собор А. (989–1001, наос 22´ 34 м, зодчий Трдат), 4-столпный крестово-купольный храм, построен при католикосе Хачике I Аршаруни.　中文大意：阿尼主教座堂（989年－1001年，其内殿为22×34米，建筑师为梯里达底）为一具有四支柱的十字形穹顶教堂，在哈奇克一世阿尔沙鲁尼（‎）在任期间建造。
31. 1 2  Talbot Rice, David. . Oxford University Press. 1972: 179. 阿尼主教座堂，一座带有尖券和中央穹顶的纵向石造建筑，建于1001年前后，其内部在每个角落都惊人地显示出哥特特征，还有其他众多同样密切相似之处可供援引。
32. 1 2  Gasapean, Gurgēn; Tasnapetean, Hrach. . Beirut: Hamazkaine. 1972: x. OCLC 678007. 他在1001年建成的阿尼主教座堂是亚美尼亚建筑中无可争议的一部杰作。
33. ↑  Stone, Nira; Stone, Michael E. . Chester Beatty Library. 2007: 48. ISBN 978-1-904832-37-9. The cathedral in Ani was completed in ad 1001.
34. ↑  Evans, Helen C. . Evans, Helen C.; Wixom, William D.  (编). . New York: Metropolitan Museum of Art. 1997: 352  [2021-09-27]. ISBN 978-0-87099-777-8. （原始内容存档于2022-01-18）.
35. ↑  Hewsen, Robert H. . University of Chicago Press. 2001: 114. ISBN 978-0-226-33228-4.
36. 1 2   Spiers, Richard Phené. . Chisholm, Hugh  (编).  2 (第11版). London: Cambridge University Press: 391. 1911.
37. 1 2 3 4 5 6 7 8  . virtualani.org. Virtual Ani. （原始内容存档于2016-04-07）.
38. ↑  Avagyan 1979，第70–71頁.
39. 1 2  Matevosyan, Rafayel. . Lraber Hasarakakan Gitutyunneri. 1978, (5): 93–94  [2021-09-27]. （原始内容存档于2021-05-17） （亚美尼亚语）. Սմբատ Բ ֊ն սկիզբ դրեց նոր կաթողիկեի կառուցմանը Անիում, որը ավարտվեց 1001 թ.՝ Գագիկ Ա֊ի օրոք։ Այսպիսով կաթողիկոսարանը տեղափոխվեց մայրաքաղաք, որտեղ կենտրոնացավ թե՛ աշխարհիկ և թե՛ հոգևոր գերագույն իշխանությունը:　中译：斯姆巴特二世开始在阿尼建造一座新的主教座堂，而在加吉克二世治下的1001年竣工。由此（亚美尼亚使徒教会的）教座[需要解释]移到都城，其处遂汇集了世俗和宗教两边的最高统辖。
40. ↑  Matevosyan, Karen. . Yerevan State University Institute for Armenian Studies. 2002. （原始内容存档于2020-04-08） （亚美尼亚语）.
41. ↑  . armenianchurch.org. Mother See of Holy Etchmiadzin. （原始内容存档于2020-04-08）.
42. ↑  Payaslian 2007，第73頁.
43. 1 2  . Radio Free Europe/Radio Liberty. 2010-10-01  [2021-09-27]. （原始内容存档于2016-08-15）.
44. ↑  Watenpaugh 2014b，第466頁.
45. 1 2  Yardimciel, Mukadder; Özonur, Nursima; Tercanlı, Kürşat. . Radikal. 2010-10-01  [2021-09-27]. （原始内容存档于2021-10-28） （土耳其语）.
46. 1 2  Campbell, Verity. . Lonely Planet. 2007: 582. ISBN 978-1-74104-556-7. ……主教座堂，被塞尔柱征服者重新命名为费特希耶清真寺（胜利清真寺）的，在这些建筑中最为庞大而令人印象深刻。
47. ↑  Özükan, Bülent. . . Boyut Yayın. 2003. 在1064年阿尔普阿尔斯兰之夺占阿尼后，其被改建成清真寺，称为费特希耶（征服）清真寺。
48. 1 2 3  . Hürriyet Daily News. 2010-10-01  [2016-07-14]. （原始内容存档于2017-01-08）.（PDF版本）
49. 1 2 3  Danielyan, Emil. . Eurasia Daily Monitor 7 (182). Jamestown Foundation. 2010-10-08. （原始内容存档于2017-02-04）.
50. ↑  Poghossian Rev. Fr. Matheos. . Etchmiadzin. 2009, 65 (3): 66  [2021-09-27]. （原始内容存档于2017-01-08） （亚美尼亚语）.
51. ↑  Saunders, J. J. . University of Pennsylvania Press. 1971: 71.
52. ↑  Watenpaugh 2014b，第464頁.
53. ↑  Hakobyan 1988，第119頁.
54. 1 2  Barseghian, Lavrenti. . Issues of the History and Historiography of the Armenian Genocide. 2003, (8): 7  [2021年9月27日]. （原始内容存档于2017年1月8日） （亚美尼亚语）. Նախնական տվյալների համաձայն 1988թ. դեկտեմրերի 7-ի երկրաշարժից մեծապես տուժել է հայ ճարտարապետության գլուխգործոցներից մեկը' Անիի Մայր տաճարը, որը կառուցվել է 1001 թվականին: Փլուզվել է տաճարի հյուսիս-արևմտյան անկյունը, որի հետևանքով խարխլվել է ամբողջ կառույցը և եթե անհրաժեշտ վերանորոգման և ամրացման աշխատանքներ չձեռնարկվեն, ապա մոտ ապագայում ավերակի կույտի կվերածվի դեռևս կանգուն եկեղեցին:　中译：根据初步的信息，建于1001年的阿尼主教座堂，亚美尼亚建筑的一大杰作，在1988年12月7日的地震中大受毁坏。其西北角已经崩塌，由是整个结构遭到了破坏。如不进行必要的修复和加固，教堂将会坍塌。
55. ↑  . Hürriyet Daily News. 2001-10-07  [2016-07-14]. （原始内容存档于2016-08-07）.（PDF版本）
56. ↑  Zaman, Amberin. . Los Angeles Times. 2001-08-30  [2021-09-27]. （原始内容存档于2016-08-18）.
57. ↑  Karapetyan, Samvel. . Samvel Karapetyan on YouTube. 2012-10-20  [2021-09-27]. （原始内容存档于2021-05-05） （亚美尼亚语）.
58. ↑  Ziflioğlu, Vercihan. . Hürriyet. 2009-04-14. （原始内容存档于2016-07-12）.
59. 1 2  Brown, Matthew Hay; Hacaoglu, Selcan. . The Baltimore Sun (via Associated Press). 2011-05-04  [2021-09-27]. （原始内容存档于2021-09-27）. (PDF version)
60. 1 2  . usembassy.gov. Ambassadors Fund for Cultural Preservation. 2013-11-19. （原始内容存档于2016-07-12）.
61. 1 2  . Hurriyet Daily News (via Associated Press). 2011-05-05. （原始内容存档于2016-08-07）.

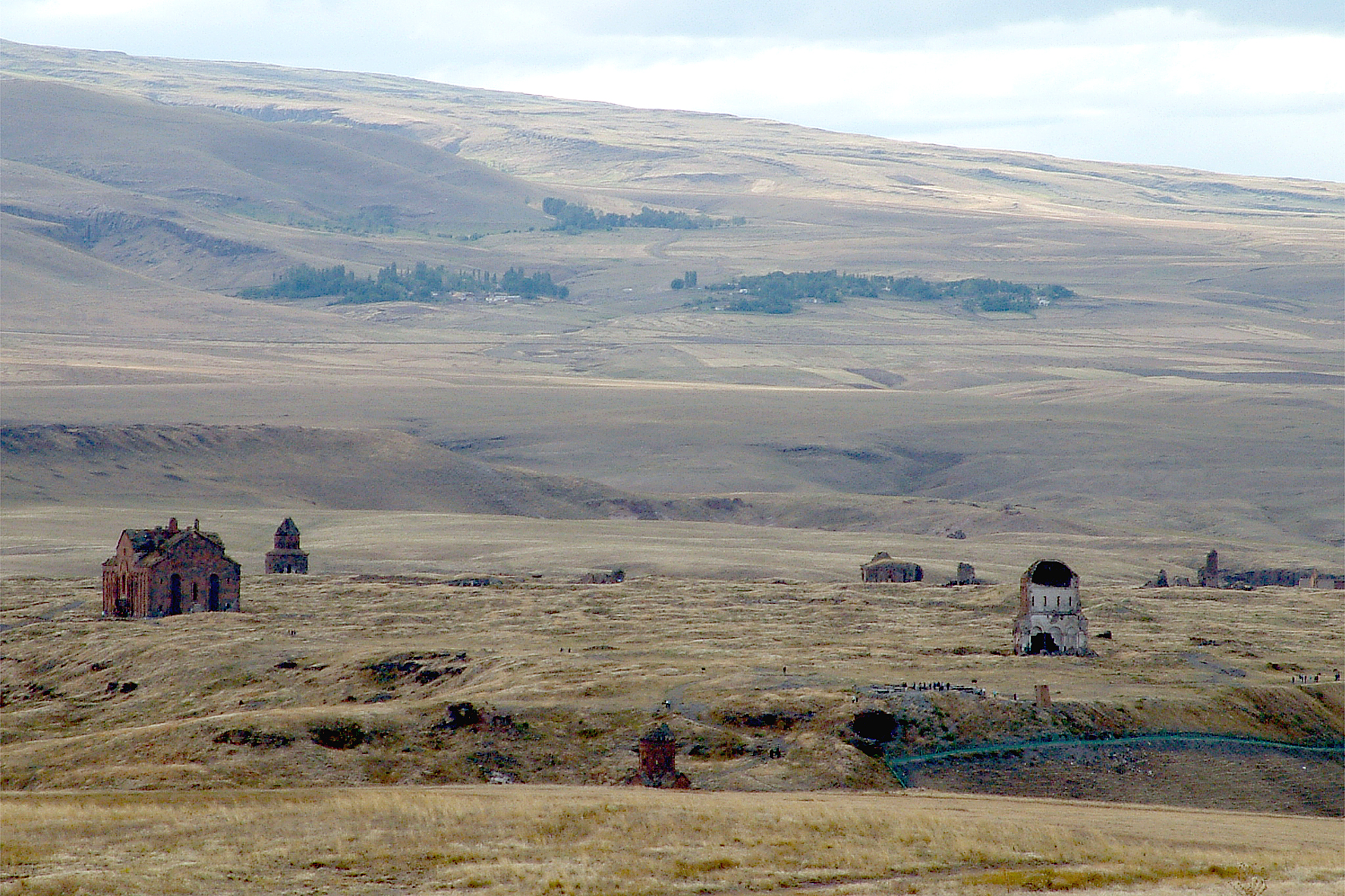
自亚美尼亚一侧眺望阿尼。主教座堂见于照片左边缘，赎世主教堂位于照片右侧

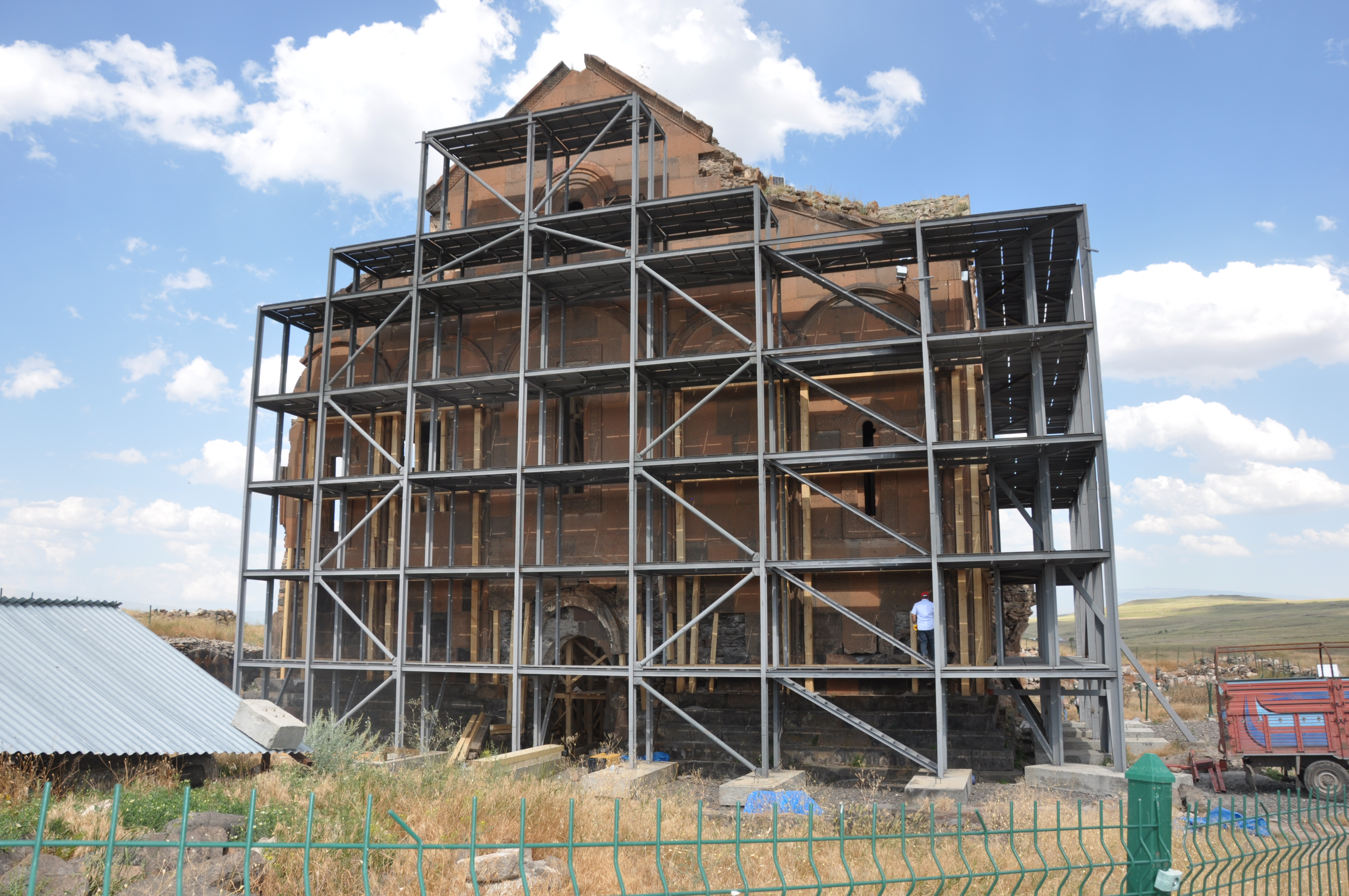
2018年正在修复的阿尼主教座堂

62. 1 2 3  . World Monuments Fund. （原始内容存档于2020-04-09）.
63. ↑  . ArmeniaNow. 2011-05-06. （原始内容存档于2017-01-08）.
64. ↑  . mediamax.am. 2011-06-07. （原始内容存档于2020-04-09） （亚美尼亚语）.
65. ↑  Hambardzumyan, Hasmik. . panorama.am. 2011-05-21. （原始内容存档于2020-04-09） （亚美尼亚语）.
66. ↑  Sari, Lora. . Agos. 2014-03-28. （原始内容存档于2017-02-11） （土耳其语）.
67. ↑  . UNESCOPRESS. UNESCO. 2016-07-15. （原始内容存档于2020-04-09）.
68. ↑  . Armenian Weekly. 2016-07-15. （原始内容存档于2020-04-09）.
69. ↑  . Anadolu Agency. 2018-04-14. （原始内容存档于2020-04-09） （土耳其语）.
70. ↑  . Daily Sabah. 2018-04-15. （原始内容存档于2020-04-08）.
71. ↑  . wmf.org. World Monuments Fund. 2021-03. （原始内容存档于2021-07-14）.
72. ↑  Wharton, Alyson. . I.B. Tauris. 2015: 62. ISBN 978-1-78076-852-6.
73. 1 2  Krautheimer, Richard. . Penguin Books. 1965: 234. 外墙覆盖有雕刻作装饰，如同阿赫塔玛尔的教堂那样；又或者其如同阿尼和马尔马申（986年－1029年）的大教堂那样以假连拱环环相链，假连拱之下由纤细的小柱支撑，柱子或成单，或结对……戈沙万克建于928年－953年的修道院和阿尼建于989年－1001年的主教座堂都运用了塔林主教座堂的平面设计，只有小的区别。
74. ↑  Maranci 2003，第301頁.
75. 1 2  Der Nersessian, Sirarpie. . Cambridge, Massachusetts: Harvard University Press. 1945: 73–75.
76. ↑  Lübke, Wilhelm. Cook, Clarence , 编. . New York: Dodd, Mead, and Company. 1881: 440.
77. ↑  Strzygowski 1918，第187頁.
78. ↑  Maranci 2003，第302, 304頁.
79. ↑  Lynch 1901，第371頁.
80. ↑  Villari, Luigi. . London: T. Fisher Unwin. 1906: 302–303.
81. ↑  Kinzer, Stephen. . The New York Times. 2000-10-08  [2021-09-27]. （原始内容存档于2016-08-19）.
82. ↑  .  II 2. New York: Dodd, Mead and Company. 1928: 139. 一种新式样的高潮出现在阿尼主教座堂（建于公元1010年）中，其为亚美尼亚最吸引人的教堂。
83. ↑  Kazaryan, Armen. . Torlone, Zara Martirosova; Munteanu, Dana LaCourse; Dutsch, Dorota  (编). . John Wiley & Sons. 2017: 533. ISBN 978-1-118-83271-4.
84. ↑  Marutian, Tiran. . The Armenian Review. 1990, 43 (3): 96.
85. 1 2  Lang, David Marshall. . London: Allen & Unwin. 190: 223.
86. 1 2  Lynch 1901，第372–373頁.
87. 1 2  Buxton, David Roden. . Cambridge University Press. 1937: 90–91.
88. ↑  Conway, Martin. . Country Life. 1916-02-19, 39: 247. .……亚历山德罗波尔附近马尔马申已成废墟的女修道院……教堂（建于988年－1029年间）是阿尼主教座堂的缩微仿建，不过其穹顶有多座山墙，与当时普遍的情况相合。
89. ↑  Armen, Garbis. . 1992: 54. OCLC 30076050. 马尔马申建筑群的教堂　马尔马申是一片修道院建筑群，其中有一座教堂同阿尼主教座堂类似，不过结构上明显有区别。建筑群建于986年至1029年间，其主堂很可能是在主教座堂之后建造的。
90. ↑  Balasanian, Hayk. . Echmiadzin. 2008, 64 (6–7): 122  [2021-09-27]. （原始内容存档于2017-02-05） （亚美尼亚语）.
91. ↑  . armenianheritage.org. Armenia Monuments Awareness Project.   [2021-09-27]. （原始内容存档于2020-10-17）. 救世主主教座堂。这座座堂建于1850年至1870年间，基于阿尼10世纪的主教座堂而建……
92. ↑  . gyumri.am. Gyumri Municipality.   [2016-07-14]. （原始内容存档于2014-10-06）. 教堂的平面图类似阿尼母堂，然而其并非精确的复刻。圣救世主（教堂）大得多、高得多，也更富装饰。
93. ↑  Wolańska, Joanna. . Artibus et Historiae. 2010, 31 (62): 189–231. JSTOR 25822481.
94. 1 2 3 4  Kite, Stephen. . Art History. 2003-09, 26 (4): 505–533. doi:10.1111/j.0141-6790.2003.02604002.x.
95. ↑  Buxton, David Roden. . New York: Hacker Art Books. 1975. ISBN 978-0-87817-005-0.，其为1934年剑桥大学出版社所出版本的重印，第74, 98页
96. ↑  Strzygowski 1923，第72–73頁.
97. ↑  Lethaby, William. . London: Duckworth. 1912: 78. 阿尼主教座堂，其建于1010年左右，以其由尖券支撑的穹顶特为引人注目。尖券分成几层，层层相套，从支墩上升起，而支墩也同样分成几束。外部环绕以扶壁拱作成的单层，而其中的后殿带有深深嵌入的实心连拱廊，规模为小，正似西侧的拱廊。这在特克西埃尔的平面图里、林奇先生的照片上以及在内部之中显得有西方特征得奇怪。
98. 1 2  Browne, Edith A. . London: A & C Black. 1912: 114.
99. ↑  Stewart, Cecil. . Longman. 1959: 80. 亚美尼亚建筑最为重要的范例可在都城阿尼找到，其中最重要的是为主教座堂……此建筑最吸引人的特色在于其尖券与拱顶，以及柱子成簇或者结对的式样，这种式样是哥特风格的。
100. ↑  Smyton, Robin. . Tufts Now (Tufts University). 2019-07-16. （原始内容存档于2021-07-14）.
101. ↑  Marutyan, Tiran. . Garun. 1997, (7): 54–56  [2021-09-27]. （原始内容存档于2021-09-27） （亚美尼亚语）.（PDF版本）
102. ↑  Garsoïan, Nina G. . Damico, Helen  (编). . Routledge. 2015: 300. ISBN 978-1-317-77636-9.，引自Der Nersessian. . 1977: 101.
103. ↑  Der Manuelian, Lucy. . Cowe, S. Peter  (编). . Peeters: Leuven Sterling. 2001: 7. ISBN 978-90-429-1038-6.
104. ↑  Zarian, A. K. . Lraber Hasarakakan Gitutyunneri. 1990, (7): 91–94  [2021-09-27]. （原始内容存档于2021-04-20） （亚美尼亚语）.
105. ↑  Watenpaugh 2014a，第551頁.
106. ↑  Hakobyan, Tatul. . ANI Armenian Research Center. 2015-06-21. （原始内容存档于2017-10-26） （亚美尼亚语）.
107. ↑  . REGNUM News Agency. 2011-06-29. （原始内容存档于2020-04-08） （俄语）.
108. 1 2   (accompanying article). Public Television of Armenia. 2015-07-08  [2021-09-27]. （原始内容存档于2021-09-27） （亚美尼亚语）.
109. ↑  Editorial Board. . Research Papers (Shirak Armenology Research Center, National Academy of Sciences of Armenia): 171–175.   [2021-09-27]. （原始内容存档于2020-10-18） （亚美尼亚语）.
110. ↑  李子忠.  (PDF) (报告). 天主教香港教区特伦多礼仪团体.   [2021-10-27]. （原始内容存档 (PDF)于2016-06-15）.
111. ↑  . Louis Fishman on Twitter. 2020-02-07  [2021-09-27]. （原始内容存档于2020-02-08）.
112. ↑  Yarkadaş, Barış. . YouTube. 2020-02-08  [2021-09-27]. （原始内容存档于2020-10-21）.
113. ↑  . Aravot. (via Ermenihaber). 2020-02-10. （原始内容存档于2020-02-11） （亚美尼亚语）.
114. ↑  . BBC News. 2010-10-01  [2018-06-21]. （原始内容存档于2017-11-10）.
115. 1 2  Watenpaugh 2014a，第544–545頁.
116. ↑  . The Armenian Times. 2010-10-01. （原始内容存档于2016-08-21） （亚美尼亚语）.
117. ↑  . Armenian Service of Radio Free Europe/Radio Liberty. 2010-10-02. （原始内容存档于2020-04-08）.
118. ↑  . Turkey Weekly Macro Comment. Yapı Kredi Bank, Strategic Planning and Research Section: 2–3. 2010-10-11  [2016-07-14]. （原始内容存档于2014-01-22）.
119. ↑  Kanlı, Yusuf. . Hürriyet Daily News. 2010-10-01. （原始内容存档于2016-08-07）.
120. ↑  Esayan, Markar. . Taraf. 2010-10-14.
121. ↑  . Etchmiadzin. 2010, 66 (10): 5 （亚美尼亚语）.[]
122. ↑  . Virtual Ani. 2006-04-28  [2021-10-27]. （原始内容存档于2021-10-27）.
123. ↑  Lynch 1901，第370頁.
124. ↑   [阿尼诞神女主教座堂]. National Gallery of Armenia.   [2016-07-14]. （原始内容存档于2016-07-11） （亚美尼亚语）.
125. ↑  . Virtual Ani. 2011-01-08  [2021-10-27]. （原始内容存档于2012-04-09）.